# ذا بريدج (لعبة فيديو)
ذا بريدج (بالإنجليزية: The Bridge)‏ هي لعبة فيديو مستقلة من نوع ألغاز ومنصات، صدرت في 22 فبراير 2013، وهي متوفرة على أجهزة ويندوز وإكس بوكس 360 وإكس بوكس ون وأندرويد وأويا وبلاي ستيشن 3 وبلاي ستيشن 4 وبلاي ستيشن فيتا. تحتوي على اللغة العربية. يتحكم اللاعب بدوران البيئة ثنائية الأبعاد وتتكون اللعبة من عدة مستويات والهدف هو إيصال الشخصية الرئيسية إلى باب الخروج.

## وصلات خارجية
- الموقع الرسمي